# Trouble in Tahiti

Trouble in Tahiti est un opéra en un acte et en sept scènes composé par Leonard Bernstein qui a aussi écrit le livret original en langue anglaise. Cet opéra dure à peu près 40 minutes.

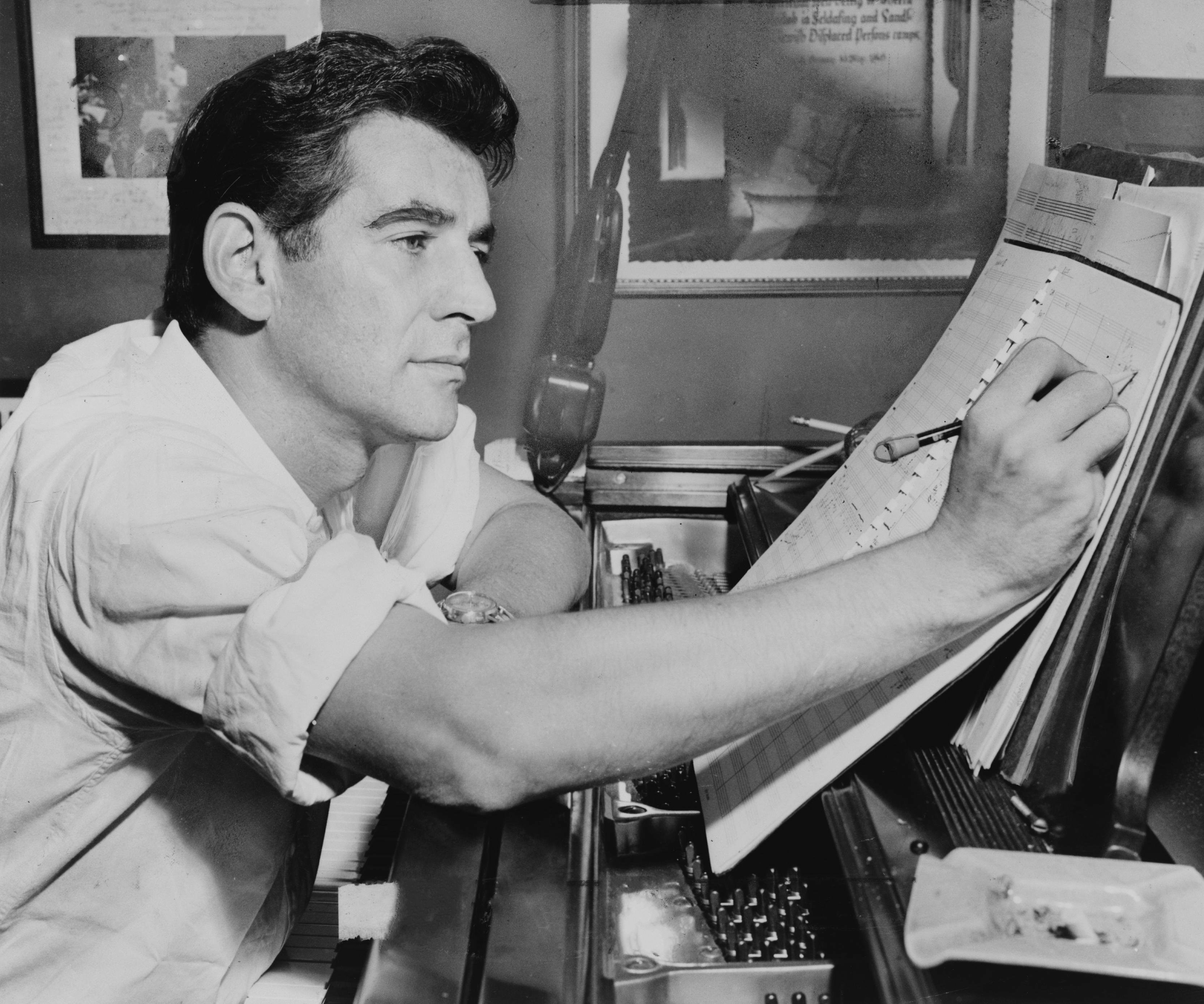
Leonard Bernstein à son piano, en 1955, trois ans après son opéra.

Leonard Bernstein écrira plus tard une suite à cet opéra : A Quiet Place.

## Historique des représentations
La première représentation de cet opéra eut lieu le 12 juin 1952 à l'Université de Brandeis à Waltham, Massachusetts.

## Synopsis
Situé dans une banlieue américaine, cet opéra expose le désenchantement d'un amour entre Dinah et Sam, son mari, qui est plus intéressé par sa carrière et ses loisirs que par sa famille. Bien que le couple semble se réconcilier à la fin de l'opéra, leur couple semble condamné.
L'opéra débute par un chant joyeux, le chœur entre et chante la vie de banlieue et cite des noms de villes de banlieue où l'histoire pourrait se dérouler. Puis l'action commence au milieu du petit-déjeuner du jeune couple, durant une dispute. Dinah rappelle à Sam que leur fils cadet joue une pièce à l'école ce jour-là, mais Sam explique qu'il ne peut pas y aller à cause d'un tournoi de handball. Sam sort de la maison en furie et part travailler.
Dans la scène suivante, Sam traite avec des clients et nous est montré comme quelqu'un de charmant. Après chaque client Sam parle, le chœur chante pour lui en décriant son génie et ses compétences en affaires.
On se retrouve ensuite auprès de Dinah dans un cabinet de psychiatre. Elle a l'air affolée et commence à raconter au médecin le rêve qu'elle a fait la nuit précédente, dans laquelle elle se tient debout dans un jardin où toutes les plantes sont fanées. Elle entendait alors la voix de son père qui lui criait de sortir du jardin immédiatement. Elle veut partir, mais semble être perdue. À ce moment, elle entend une seconde voix. Elle était très difficile à entendre, mais les mots sont gravés dans sa mémoire. Le son de cette belle voix l'intrigue et elle court vers elle. Tout autour d'elle devient de plus en plus effrayant. Le terrain commence à se dérober, mais elle ne rebrousse pas chemin.
On se retrouve ensuite dans le bureau de Sam qui demande d'abord à sa secrétaire si elle lui a déjà fait du plat, et lui suggère ensuite d'oublier.
Dinah continue ensuite de raconter son rêve. Le désir a maintenant pris le dessus. Tout ce qu'elle veut, c'est toucher le visage et la main de cette voix mystérieuse. Elle voit enfin son visage et une fois de plus court vers lui. Quand elle se rapproche enfin de lui, il disparaît, la laissant seule dans le jardin et à ce moment, elle se réveille.
Dinah quitte le bureau de son médecin et rencontre Sam. Ils expliquent tous deux qu'ils doivent déjeuner avec quelqu'un, cherchant une excuse pour ne pas manger ensemble. Le couple se sépare à nouveau mais chacun s'arrête se rendant compte de ce qu'il vient de se passer. Ils sont tous deux seuls sur scène et se remémorent l'époque où ils étaient heureux ensemble. Puis ils quittent (tous les deux) la scène avec regret pour aller prendre le déjeuner seul.                                                                    
Le chœur chante alors les joies de la vie conjugale. On retrouve ensuite Sam à son club de gym où il chante, juste après avoir remporté son tournoi de handball.
On voit ensuite Dinah dans un magasin de chapeaux. Elle entre et chante à propos d'un « terrible » film qu'elle vient de voir, intitulé Trouble in Tahiti. Elle entre dans les détails, expliquant en se moquant le ridicule du film, mais semble se laisser entraîner dans le scénario romantique. Au paroxysme de l'air, elle se souvient qu'elle doit préparer le dîner de Sam et retourne dans la solitude.
La dernière scène de l'opéra se passe au retour du couple à la maison. Dinah vient de mettre le dîner sur la table alors que Sam reste dehors devant la porte, craignant la soirée qu'il va devoir affronter. Il entre finalement alors que le chœur chante en demandant d'amener les « proches » ensemble pour les « Plaisirs du soir ». Dinah fait du tricot et Sam lit le journal. Il s'agit d'une image parfaite de ce à quoi une vie heureuse devrait ressembler, mais il y a des tensions dans la chambre.
Sam demande alors à Dinah de parler. Elle fait alors semblant de n'être au courant d'aucun problème et répond: « À propos de quoi, mon cher ? » Ils continuent alors avec soin mais il semble qu'aucuns progrès n'ait été fait. Malheureusement, ils commencent à se chamailler à nouveau. Sam demande alors si la pièce de Junior s'est bien passée. Dinah répond qu'elle n'y est pas allée. Sam lui donne alors une dernière chance et lui demande de venir voir le nouveau film « Trouble in Tahiti » avec lui. Dinah accepte, et tous deux se disent qu'une réconciliation est encore possible.
Pendant l'entracte, ils se contentent des images de bonheur affichées sur l'écran géant.